# 鬣狗圖
鬣狗圖，或鬣狗游戏（英語：Hyena chase），是流傳於北非蘇丹共和國地區卡巴比士人的擲賽遊戲，類似盤蛇圖。鬣狗图使用一种螺旋棋盘，棋手需要沿棋盘上的螺旋路线，从外向里移动母亲棋，到达中心后原路返回。成功返还的玩家改持鬣狗棋。鬣狗棋沿螺旋路线移动，吃掉途经的母亲棋。

## 概述
传统的鬣狗图棋盘画在地上，也可以画在纸上。棋盘由数个点位以螺旋顺序排列组成。每个点位代表一个营地。起点点位和终点点位尺寸较大，分别代表村庄和水井。每个棋手持一子，所持棋子代表母亲。游戏的目标是从村庄到达水井，然后第一个返回村庄。另有一种棋子代表鬣狗，由取胜的棋手移动，可以吃掉返回的其他母亲棋。

## 玩法
所有棋子以村庄为起点。棋手根据掷骰的结果移动母亲棋。只有掷出六点后，棋手的棋方能离开村庄。除村庄点和水井点外的点位同时只能有一颗棋子，如果移动后的点位已有其他棋子，则跨过该点位向前一步。如果掷出的点数大于与水井的距离，则需待至下一回合重新掷骰。棋手到达水井后，母亲棋开始洗衣服。只有该棋手再次掷出六点后，才能离开水井，返回村庄。
首位返还村庄的棋手得胜（返回村庄无需掷骰小于村庄距离）。回到村庄的棋手改持鬣狗棋。棋手掷出6点后，鬣狗棋从村庄出发，以两倍于母亲棋的速度前进（即前进步数为掷骰点数乘以二），鬣狗棋移动步数内途经的母亲棋会被吃掉淘汰出局。而母亲棋移动步数内途经有鬣狗棋时不会被淘汰。直到所有母亲棋被吃或回到村庄，游戏结束。